# Бодрикур (Вогези)
Бодрикур (фр. Baudricourt) насеље је и општина у североисточној Француској у региону Лорена, у департману Вогези која припада префектури Нефшато.
По подацима из 2011. године у општини је живело 314 становника, а густина насељености је износила 90,23 становника/km². Општина се простире на површини од 3,48 km². Налази се на средњој надморској висини од 300 метара (максималној 378 m, а минималној 291 m).

## Демографија
| 1962. | 1968. | 1975. | 1982. | 1990. | 1999. | 2011. |
| ----- | ----- | ----- | ----- | ----- | ----- | ----- |
| 232   | 225   | 172   | 283   | 317   | 280   | 314   |

График промене броја становника у току последњих година